# Spyridoula Karydi
Spyridoula Karydi (griechisch Σπυριδούλα Καρύδη, * 30. Januar 2001 in Athen) ist eine griechische Leichtathletin, die im Weit- und Dreisprung an den Start geht.

## Sportliche Laufbahn
Erste internationale Erfahrungen sammelte Spyridoula Karydi im Jahr 2017, als sie beim Europäischen Olympischen Jugendfestival (EYOF) in Győr mit 5,59 m den zehnten Platz im Weitsprung belegte und im Dreisprung mit einer Weite von 11,70 m in der Qualifikation ausschied. Im Jahr darauf gewann sie bei den U18-Europameisterschaften ebendort mit 6,23 m die Bronzemedaille im Weitsprung und erreichte im Dreisprung mit 13,27 m Rang vier. Im Herbst nahm sie dann im Dreisprung an den Olympischen Jugendspielen in Buenos Aires teil und wurde dort Siebte. 2019 siegte sie dann bei den U20-Europameisterschaften im schwedischen Borås mit 14,00 m im Dreisprung und stellte damit einen neuen U20-Landesrekord auf. 2021 schied sie bei den Halleneuropameisterschaften in Toruń mit 13,69 m in der Dreisprungqualifikation aus. Ende Juni gewann sie bei den Balkan-Meisterschaften in Smederevo mit 14,12 m die Silbermedaille im Dreisprung, wie auch bei den U23-Europameisterschaften kurz darauf in Tallinn, bei denen sie sich mit 13,95 m nur der Türkin Tuğba Danışmaz geschlagen geben musste. Zudem belegte sie mit 6,25 m den neunten Platz im Weitsprung. 
2022 gewann sie bei den Balkan-Hallenmeisterschaften in Istanbul mit 13,50 m die Bronzemedaille im Dreisprung hinter der Türkin Danışmaz und Neja Filipič aus Slowenien. Anfang Juni siegte sie mit 13,58 m bei den Trond Mohn Games und anschließend wurde sie bei den Balkan-Meisterschaften in Craiova mit 13,82 m Vierte. Daraufhin verpasste sie bei den Weltmeisterschaften in Eugene mit 13,62 m den Finaleinzug und gelangte dann bei den Europameisterschaften in München mit 13,54 m auf Rang neun. Im Jahr darauf verpasste sie bei den Halleneuropameisterschaften in Istanbul mit 13,60 m den Finaleinzug.
In den Jahren 2020 und 2021 wurde Karydi griechische Meisterin im Dreisprung im Freien sowie von 2020 bis 2023 auch in der Halle.

## Persönliche Bestleistungen
- Weitsprung: 6,71 m (+0,4 m/s), 2. August 2020 in Ioannina (griechischer U20-Rekord)
  - Weitsprung (Halle): 6,13 m, 13. Februar 2021 in Piräus
- Dreisprung: 14,19 m (0,0 m/s), 26. Mai 2021 in Kallithea
  - Dreisprung (Halle): 13,72 m, 12. Februar 2021 in Piräus